# Traianós Del·las
Traianós Del·las (grec: Τραϊανός Δέλλας, 31 de gener de 1976) és un exfutbolista grec de la dècada de 2000.
Fou 53 cops internacional amb la selecció grega.
Pel que fa a clubs, defensà els colors de Aris FC, Panserraikos, Sheffield United FC, AEK, Perugia F.C., AS Roma i Anorthosis Famagusta.
Un cop retirat començà la carrera d'entrenador a l'AEK Atenes. Més tard dirigí Atromitos i Panetolikos.

## Referències

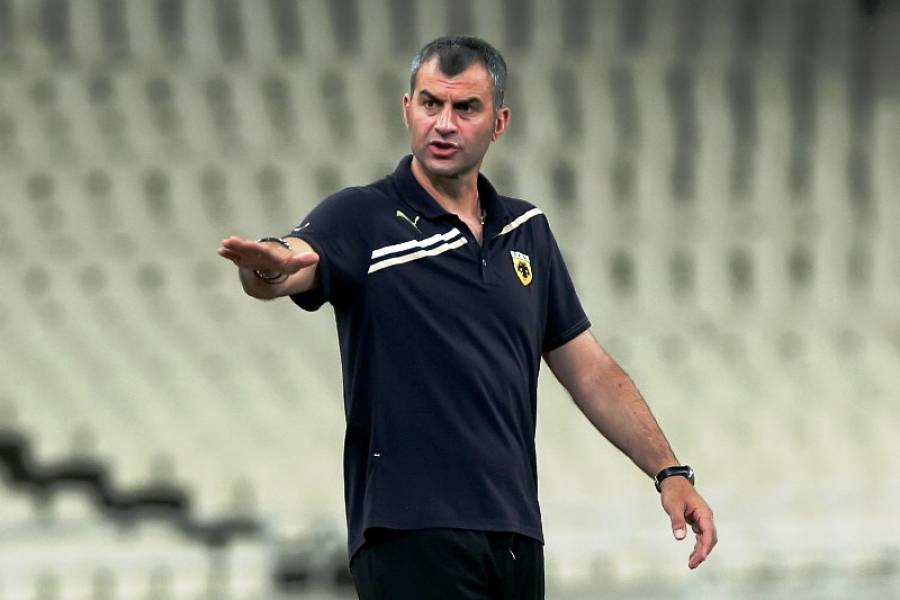
Del·las amb l'AEK d'Atenes.

## Palmarès
AEK Atenes
- Copa grega de futbol: 2

1999-00, 2010-11
Grècia
- Eurocopa de futbol:

2004